# The White Sister (1933)
The White Sister is een Amerikaanse dramafilm uit 1933 onder regie van Victor Fleming. Het scenario is gebaseerd op de gelijknamige roman uit 1909 van de Amerikaanse auteur Francis Marion Crawford. Destijds werd de film uitgebracht onder de titel De witte non.

## Verhaal
Angela Chiaromonte is de dochter van een Italiaanse prins, die binnenkort uitgehuwelijkt zal worden aan Ernesto Traversi. Ze wordt echter verliefd op Giovanni Severi, een soldaat die met zijn auto tegen de auto van haar vaders chauffeur reed. Angela, die altijd een beschermd leventje heeft geleid en om die reden zeer verlegen is, brengt de dag door met Giovanni. Ze weet dat ze allebei verliefd op elkaar zijn, maar ze is vastberaden trouw te blijven aan haar verloofde en stuurt Giovanni een brief waarin ze aankondigt niet langer met hem te willen flirten.
Giovanni trekt zich niets aan van de brief en verleidt Angela nog een keer op een bal. Haar vader betrapt hen en verstoot hem onmiddellijk. Angela weet haar vader er niet van te overtuigen dat ze bij elkaar horen te zijn en vlucht om haar geliefde te vinden. Eenmaal onderweg belandt ze in een auto-ongeluk met haar vader, waarbij de prins onmiddellijk om het leven komt. Angela is vol verdriet van het verlies en verhuist naar een klein appartement. Giovanni brengt haar een bezoek en, hoewel ze blij is hem te zien, is ze te verdrietig om hem te spreken en stuurt hem weg.
Niet veel later komt het nieuws dat Italië is betrokken bij de Eerste Wereldoorlog. Vlak voordat Giovanni naar het front wordt geroepen, zoekt Angela hem op om hem de liefde te verklaren. Enkele maanden gaan voorbij. Giovanni werkt als piloot en wordt op een dag geraakt door een Duits vliegtuig. Men gaat ervan uit dat hij hierbij is gestorven. Angela wordt achtergelaten met een gebroken hart en besluit non te worden.
Tijdens haar leerproces herstelt Giovanni op een boerderij van Duitsers. Vervolgens probeert hij te vluchten naar de Zwitserse grens, maar hij wordt gevangengenomen door de Duitsers en moet zijn dagen doorbrengen in een kamp. Hij probeert regelmatig te ontsnappen en daarom moet hij de isoleercel in. Na twee jaar lukt het hem toch om te ontsnappen en al snel begint hij een zoektocht naar Angela. Als ze elkaar ontmoeten zijn ze gechoqueerd. Angela is vol van geluk, maar is vastberaden trouw te blijven aan het klooster. Giovanni beseft al snel dat ze niet langer voorbestemd zijn voor elkaar en verlaat haar. Hij wordt al vlug vermoord door de Duitsers en hij sterft in de armen van Angela.

## Rolverdeling
| Acteur              | Personage          |
| ------------------- | ------------------ |
| Helen Hayes         | Angela Chiaromonte |
| Clark Gable         | Giovanni Severi    |
| Lewis Stone         | Prins Chiaromonte  |
| Louise Closser Hale | Mina Bernardo      |
| May Robson          | Moeder-overste     |
| Edward Arnold       | Pater Saracinesca  |
| Alan Edwards        | Ernesto Traversi   |

## Achtergrond
De roman waar de film op gebaseerd is, werd al in 1923 verfilmd, met Lillian Gish en Ronald Colman in de hoofdrollen. In augustus 1932 werd gewerkt aan een scenario voor de geluidsfilm. De acteurs Clark Gable en Douglas Fairbanks Jr. concurreerden met elkaar om de mannelijke hoofdrol. In december 1932 werd aangekondigd dat Gable deze had gekregen. Gable was destijds in het proces van het verliezen van de waardering van het publiek en hij hoopte dat hij met The White Sister zijn rentree zou maken.
Zowel Gable als critici merkten later op dat hij een verkeerde rol speelde. Hij voelde zich niet op zijn gemak bij tegenspeelster Helen Hayes, omdat hij uit de arbeidersklasse kwam. Daarnaast had hij enkele persoonlijke problemen met zijn echtgenote. De echte problemen begonnen pas tijdens de laatste draaidagen. Hayes was niet tevreden met het einde van het scenario en stond er op dat haar man Charles MacArthur werd ingehuurd om deze te herschrijven. Omdat MacArthur eerder succesvolle films had geschreven kreeg ze haar zin.
Donald Ogden Stewart, de schrijver van het oorspronkelijke scenario, was teleurgesteld met deze beslissing. Toen hij het eindresultaat zag en merkte dat het nauwelijks overeenkwam met zijn versie, vertelde hij nooit meer een filmopdracht serieus te nemen. De film werd na uitbrengst ontvangen met zowel positieve als negatieve recensies. Hij werd geen groot succes bij het publiek, maar bracht genoeg geld op om winst te maken. Het was de eerste film van Gable waarin hij te zien was met een snor, die later zijn handelsmerk zou worden.